# 翁建仁
翁建仁（1958年—），生於台灣，曾任宏碁公司全球總裁（Corporate President）與總經理。

## 生平
翁建仁畢業於東吳大學商用數學系，美國艾默理大學企管碩士。
1986年碁，翁建仁加入宏碁，由拉丁美洲業務做起。擔任產品經理時，奉派到英國設立分公司，開始整合性職務，監控產品構想、製造、銷售。從事過業務、產品開發與行銷等工作，熟悉代工製造與自有品牌管理。2001年擔任資訊產品事業最高主管。2005年升任全球資深副總裁。
2011年4月20日，翁建仁接替蔣凡可·蘭奇，成為宏碁全球總裁。但在翁建仁接任之後，宏碁集團的營業狀況仍然持續衰退。
2013年11月5日，因宏碁第三季虧損達新台幣百億元，王振堂宣布請辭董事長與執行長，預定2014年元旦翁建仁接任執行長。11月21日，王振堂與翁建仁同時請辭，宏碁董事會決議由施振榮接任董事長與全球總裁。

## 獎項
- 1999年榮獲中華民國第17屆「傑出行銷經理人」獎項。